# Thomas Farnik
Thomas Farnik (* 6. Jänner 1967 in Wien) ist ein österreichischer Sportschütze.

## Werdegang
Farnik ist einer der wenigen Sportler, die fünf Mal bei den Olympischen Spielen teilnahmen. Dabei verstärkte er das österreichische Aufgebot bei allen Spielen zwischen 1992 und 2008. Er hatte auch bereits einen internationalen Quotenplatz für die Olympischen Spiele 2012 in London, ging dort jedoch nicht an den Start.
Er ist Mitglied der Vereine OMV Schützengilde Prottes und der Hietzinger Sportschützen (SSV13).

## Erfolge

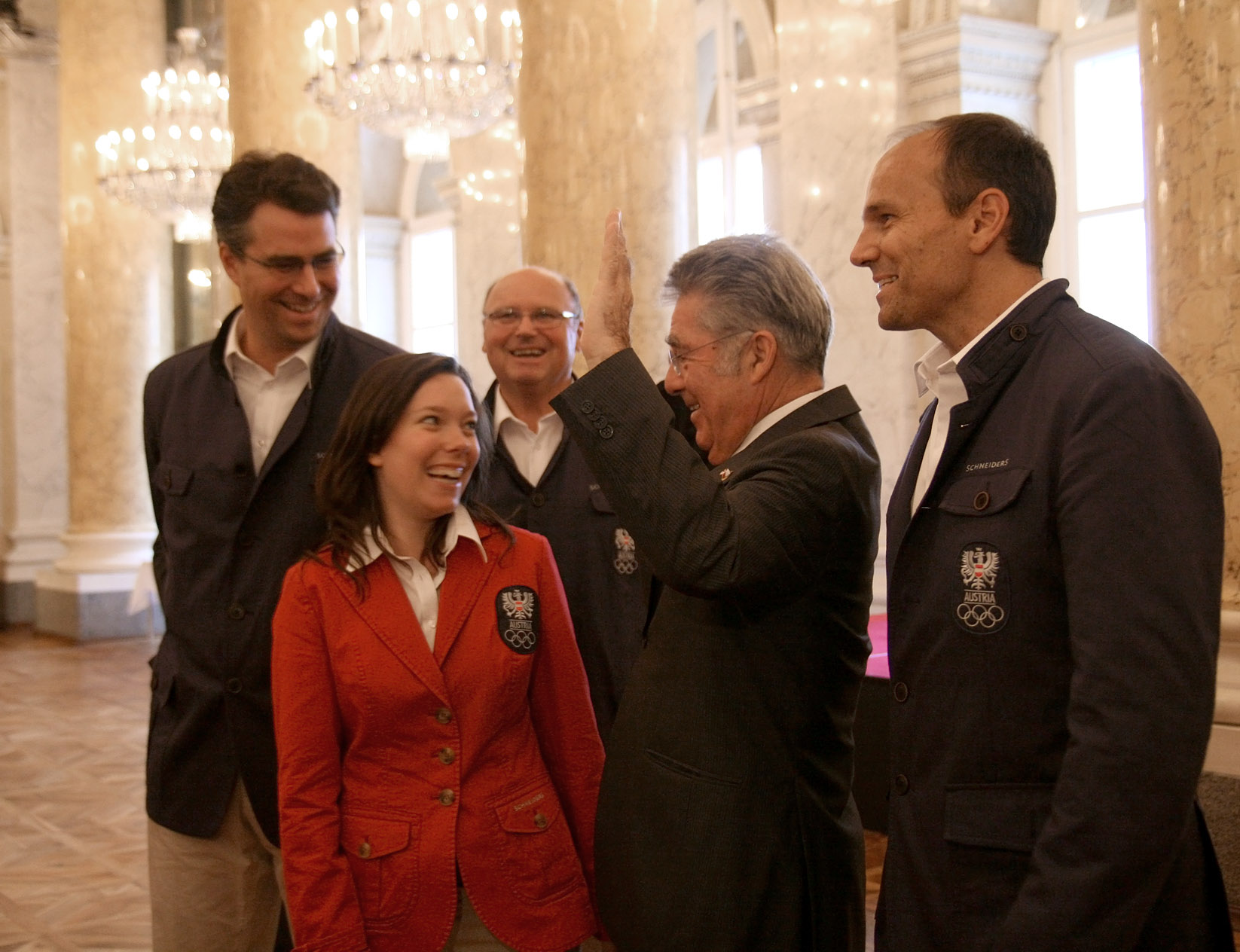
Farnik (r.) mit dem österreichischen Sportschützen-Team und Bundespräsident Heinz Fischer vor den Olympischen Sommerspielen 2012

Neben dem Aufstellen mehrerer Weltrekorde gelangen dem gebürtigen Wiener auch weitere Erfolge:
Größte Erfolge:
- 1. WM Standardgewehr 2006 Zagreb
- 1. WM KK-3 Mannschaft 2006
- 2. WM GK-3 Mannschaft 2006
- 3. WM LG Mannschaft 2006
- 1. EM KK-3 Mannschaft 2003
- 1. EM LG Mannschaft 2005
- 2. EM GK-3 Mannschaft 2003
- 3. EM Großkaliber-3 2003
- 3. EM LG Mannschaft 2009
- Weltcup-Gesamtsieger 2006 (LG)
- Olympia 1992: 6. LG, 14. KK-3
- Olympia 1996: 13. KK-3, 42. KK liegend
- Olympia 2000: 17. KK-3, 18. LG, 44. KK liegend
- Olympia 2004: 6. KK-3, 12. LG
- Olympia 2008: 5. KK-3, 10. LG
- Weltschütze des Jahres 1997
- Mehrfacher Weltcup-Sieger, Staatsmeister, Landesmeister

## Auszeichnungen (Auszug)
- 1997: Silbernes Ehrenzeichen für Verdienste um die Republik Österreich
- 2007: Goldenes Ehrenzeichen für Verdienste um die Republik Österreich